# Turistická značená trasa 7950
 Turistická značená trasa 7950 je 1,5 km dlouhá žlutě značená trasa Klubu českých turistů na území obce Nýdek v okrese Frýdek-Místek, která je koncovou částí jedné z výstupových tras na nejvyšší vrchol české strany Slezských Beskyd Velkou Čantoryji. Převažující směr trasy je severovýchodní. Trasu v celé délce využívá Naučná stezka Rytířská.

## Průběh trasy
Turistická trasa má svůj počátek na rozcestí s červeně značenou trasou 0620 obsluhující jihozápadní úbočí Slezských Beskyd a spojující Třinec s Bukovcem. Trasa stoupá po zpevněné komunikaci lesem k severovýchodu a poté krátce k severozápadu k turistické chatě pod Velkou Čantoryjí. Zde přimyká k česko-polské státní hranici, vstupuje do souběhu s polskou modře značenou turistickou trasou a pokračuje východním směrem po lesní cestě k vrcholu Velké Čantoryje. Zde končí bez návaznosti na žádnou další trasu Klubu českých turistů. Navazují zde pouze polské turistické trasy.

## Turistické zajímavosti na trase
- Naučná stezka Rytířská
- turistická chata pod Velkou Čantoryjí
- Velká Čantoryje
- rozhledna na Velké Čantoryji